# José Pedro Croft

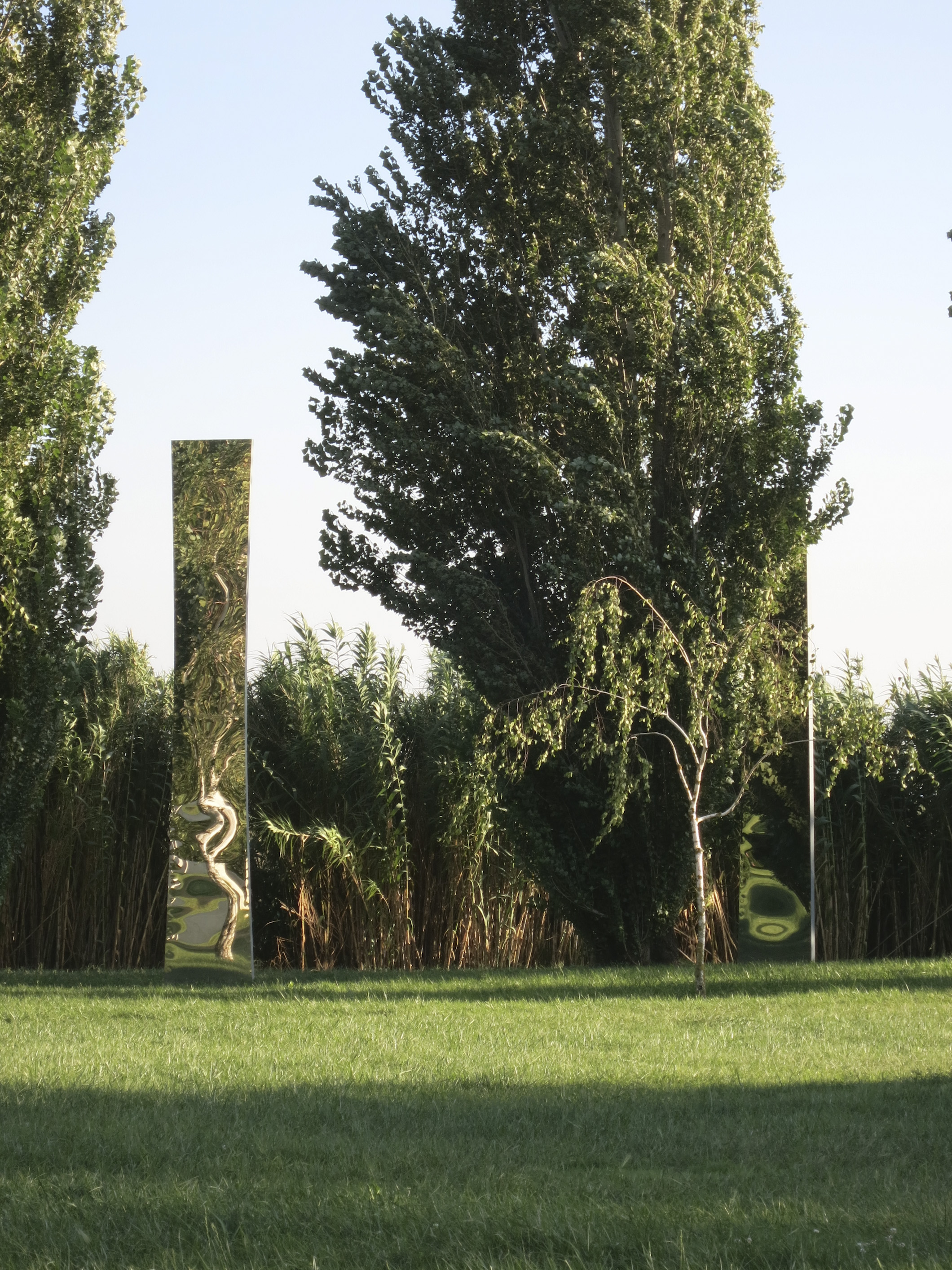
Parque de Escultura Contemporânea, Vila Nova da Barquinha

José Pedro Croft é um artista plástico português nascido no Porto em 1957, fez o curso de Pintura em 1981 na Escola Superior de Belas Artes de Lisboa, cidade onde reside desde da adolescência, quando se mudou com a família depois de breve passagem pela Galiza.
A sua obra tem especial referência na arquitetura, através da organização do espaço formal e do conceito de monumento e a sua desconstrução. 
É contemporâneo de Pedro Calapez, Pedro Cabrita Reis e a Ana Léon, tendo exposto juntamente com eles.
Durante a década de 80 trabalhou muito a escultura em pedra, em baixo-relevo e modelação, sendo muito influenciado por João Cutileiro com quem colaborou durante os primeiros anos de trabalho. Essa sua fase artística ficou intimamente ligada à imagem da morte e do túmulo.
Seguidamente começou a explorar uma vertente arquitetónica, onde a escala humana impera, modelado arcos e colunas através do amontoar de peças e desperdícios industriais.
Nos anos 90, incorpora nas suas obras peças quotidianas, como cadeiras e mesas, criando volumes ordenados de maneira a produzir memórias e pondo à prova a estabilidade, o peso e a sua disposição. Posteriormente introduz o espelho e a fragmentação de objetos, criando assim uma nova espacialidade através da desconstrução. 
A 10 de junho de 1992, foi agraciado com o grau de Cavaleiro da Ordem Militar de Sant'Iago da Espada.
Ao longo dos anos, conquistou um estatuto importante no panorama artístico nacional e internacional, participado em várias exposições internacionais, tendo já realizado exposições individuais na Fundação Calouste Gulbenkian (1994) e uma retrospetiva no Centro Cultural de Belém (2002).
Foi um dos dinamizadores da revista Arte Opinião  (1978-1982).